# Chutor

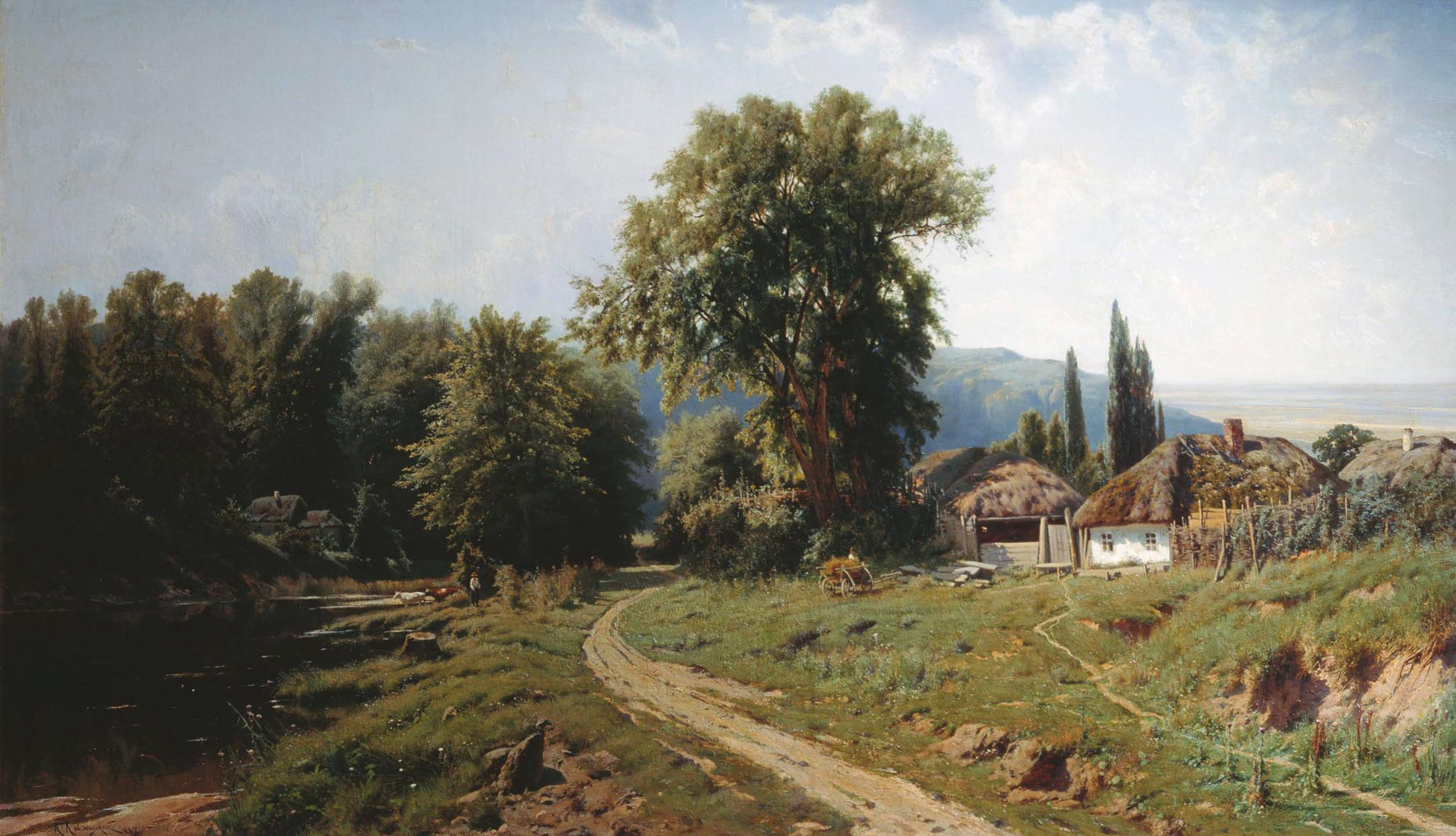
Chutor w Małorosji. Konstantyn Kryżycki, 1884

Chutor (gwar. futor, ros. хутoр, ukr. хутір) – odosobniony, najczęściej niewielki punkt osadniczy; znaczenie tego słowa zmieniało się w różnych okresach historycznych. W XVI–XVII wieku mianem chutoru określana była jednozagrodowa osadnicza posiadłość wiejska na słabo zaludnionych obszarach Ukrainy i Rosji, położona pośród pól i stepów, złożona z jednego lub kilku zabudowań, stanowiących jedno gospodarstwo. W okresie późniejszym chutor oznaczał także przysiółek osiedla albo stanicy kozackiej. Na terenach Polski i innych krajów o większej gęstości zaludnienia do pewnego stopnia (w zakresie odosobnienia, rzadziej rozmiarów) chutorowi odpowiadał folwark.